# Evozierte Potentiale
Evozierte Potentiale (lateinisch evocare, „herbeirufen“, „hervorrufen“ und potentia, „Stärke“, „Macht“) sind Potentialunterschiede im Elektroenzephalogramm (EEG), welche durch eine Reizung eines Sinnesorgans oder peripheren Nervs ausgelöst werden. Im weiteren Sinn können alle gezielt ausgelösten elektrischen Phänomene im EEG als evozierte Potentiale verstanden werden.

## Messung
Jeder Sinnesreiz löst in den sensorischen Arealen der Großhirnrinde elektrische Potentialänderungen aus. Diese evozierten Potentiale sind mit der üblichen Technik jedoch nur mit wesentlich kleineren Amplituden als das spontan ablaufende EEG-Signal (1–15 µV statt 50–100 µV) zu erfassen. Um die evozierte Aktivität messen und darstellen zu können, werden mehrere Realisierungen eines evozierten Potentials gemittelt. Das EEG wird dabei als stochastisches Störsignal, das von dem Reiz unabhängig ist und dessen Mittelwert Null ist, betrachtet, während das interessierende evozierte Potential zeitlich an den Reiz gekoppelt ist. Es zeigt nach jedem Reiz den gleichen Verlauf.
Durch die wiederholte Darbietung eines Reizes und die Mittelung des nachfolgenden EEG-Segments strebt die reizunabhängige Aktivität gegen Null, während das reizbezogene evozierte Potential aufsummiert wird. Die Anzahl der in der Praxis notwendigen Realisierungen hängt von dem Signal-Rausch-Verhältnis ab und ist je nach Sinnesmodalität und physikalischen Charakteristika verschieden. Bei einem durch Lichtblitze ausgelösten Potential genügen etwa 50 Reize, während zur Messung der frühen akustischen Hirnstammpotentiale etwa 1000 bis 2000 Reize dargeboten werden müssen.
Die Auswertung berücksichtigt die Form der Welle, die Wellenhöhe (Amplitude) und die Laufzeit (Latenz).

## Beispiele
- VEP – Visuell evozierte Potentiale ermöglichen eine Beurteilung des Sehnerven und der Sehbahn vor allem in der Verlaufsdiagnostik der Optikusneuritis bei Multipler Sklerose. Bei der Untersuchung betrachtet der Patient ein Schachbrettmuster, das in Sekundenabständen seine Farben umdreht (schwarz wird zu weiß und umgekehrt). Es können beide Augen gleichzeitig oder auch einzeln stimuliert werden. Die dadurch ausgelösten elektrischen Potentiale in der Sehrinde (okzipitaler Kortex) werden aufgezeichnet.
- AEP – Akustisch evozierte Potentiale ermöglichen eine Beurteilung der Hörbahn: von der Hörschnecke über den Hörnerv bis zum Hirnstamm (frühe akustisch evozierte Potentiale), weiter über das Mittelhirn (mittlere akustisch evozierte Potentiale), bis zum Hörcortex (späte akustisch evozierte Potentiale oder CERA (cortical evoked response audiometry)). Die FAEPs werden zum Beispiel zur Diagnostik von Akustikusneurinomen oder einer objektiven Hörschwellenbestimmung eingesetzt.
- SEP – Somatisch evozierte Potentiale[1], auch SSEP – Somatosensibel evozierte Potentiale[2] (als Anglizismus auch unpräzise „Somatosensorisch evozierte Potentiale“) ermöglichen eine Beurteilung der zentralen somatosensiblen Leitungsbahn und peripherer sensibler Nerven. Über eine Stimulationselektrode in der Nähe eines sensiblen Nerven werden wiederholte elektrische Reize gesetzt. Die Messelektroden werden an der Kopfhaut angebracht. Weitere Messelektroden können entlang des peripheren Nerven und über den Reiz verarbeitenden Zentren des Rückenmarks und Gehirns angebracht werden und messen deren elektrische Reaktion sowie die Laufzeit des Signals. Durch Vergleich der Laufzeiten und der Entfernungen kann dann bestimmt werden, in welchem Abschnitt eine etwaige Verzögerung des Signals aufgetreten ist (Etagendiagnostik). Typische Reizorte sind der Nervus tibialis am Bein oder der Nervus medianus an der Hand, aber auch der Gesichtsnerv. Die Methode ist auch für Träger von Herzschrittmachern geeignet.
- MEP – Motorisch evozierte Potentiale dienen in der Diagnostik vor allem der Bestimmung des Funktionszustands der des cortikospinalen Trakts, das heißt der bei der Ausführung von Willkürbewegungen benutzten Bahn von der primär motorischen Hirnrinde bis beispielsweise zu den Motoneuronen im Spinalmark und weiter über die peripher motorischen Nerven zum Muskel. MEP werden unter anderem eingesetzt zur Diagnostik der amyotrophischen Lateralsklerose (ALS) und der Multiplen Sklerose (MS). Die Methode verwendet die transkranielle Magnetstimulation (TMS). Sie darf in der Regel nicht bei Trägern von Herzschrittmachern angewendet werden.

Zudem gibt es auch olfaktorisch und vestibulär evozierte Potentiale sowie solche, die durch Geschmacksreize hervorgerufen werden.